# Ronny Jönsson
Ronny Jönsson, skådespelaren Claes Malmbergs genombrottsroll, är en komisk figur med en folklig stil och stort intresse för hårdrock. Han kommer från Mölndalsbro.

## Beskrivning
Ronny Jönsson föddes 1988, i ett inslag i lokalradiokanalen Radio Göteborg Sjuhärad. Den improviserade rebellen och värstingen från Mölndalsbro (i Mölndal) hördes flitigt i radio och blev snart rikskänd. Han syntes därefter i både tv- och ståuppkomiksammanhang. Under en tid titulerades han också nynazist i etern, i samband med satir om nynazister.

## Kopplingen till Mölndal
Claes Malmberg anser att komik handlar om den svage mot den starke och har dragit kopplingar mellan Ronny Jönsson och hans Mölndal, som ligger i skuggan av det större Göteborg. "En del av Ronny Jönssons storhet är att han inte kommer från Göteborg. Det gör att han kan skoja om Göteborg."
Malmberg är uppvuxen i Bergsjön och har därefter bland annat varit bosatt i skånska Lomma. 2011 var han själv bosatt i Mölndal. 2021 var han bosatt i Malmö och 2023 folkbokförd i Helsingborg.